# Кабанов, Михаил Всеволодович
Михаи́л Все́володович Каба́нов (25 июля 1937, Турткуль, Каракалпакская АССР, Узбекская ССР, СССР — 18 января 2020, Томск, Россия) — советский и российский физик, специалист в области физики атмосферы, член-корреспондент АН СССР / РАН (с 1987).

## Биография
Михаил Кабанов родился в семье агронома — отец, молодой специалист Всеволод Михайлович (1911—1942), сам сын крестьян из Томской губернии, после окончания Казанского сельскохозяйственного института работал по распределению в Каракалпакской АССР Узбекистана.
В 1959 году Михаил Кабанов окончил физический факультет Томского государственного университета по специальности «физика (оптика и спектроскопия)», защитив дипломную работу «Саморегистрирующая установка для измерения горизонтальной прозрачности атмосферы в близкой инфракрасной области» (научный руководитель В. Е. Зуев).
Во время учёбы в институте участвовал в научной работе и был награждён почётными грамотами Томского обкома ВЛКСМ, райкома комсомола.
В 1962 году — защитил кандидатскую диссертацию (научный руководитель — В. Е. Зуев).
С 1962 по 1975 годы — работал в Сибирском физико-техническом институте при ТГУ: старший научный сотрудник и заведующий лабораторией (с 1969 года).
В 1973 году — защитил докторскую диссертацию (научный консультант — В. Е. Зуев).
С 1975 года — работает в структуре Сибирского отделения академии наук: заведующий лабораторией, заведующий отделом, заместитель директора (с 1977 года) Института оптики атмосферы (ИОА) СО АН СССР (Томск).
В 1981 году — присвоено учёное звание профессора.
С 1984 по 1992 годы — директор СФТИ и научный руководитель отдела Института оптики атмосферы.
С 1987 по 1994 годы — профессор, а c 1996 года — профессор-консультант кафедры оптико-электронных приборов радиофизического факультета ТГУ.
В 1987 году — избран членом-корреспондентом АН СССР, а в 1991 году — членом-корреспондентом РАН.
С 1992 года — директор отделения и заместитель директора по научно-исследовательской работе ИОА СО РАН, с 1993 года — и. о. директора Конструкторско-технологического института «Оптика» СО РАН (Томск).
С 1997 по 2008 годы — директор Института оптического мониторинга СО РАН (Томск).
Умер 18 января 2020 года в Томске в возрасте 82 лет.

## Научная деятельность
Вел исследования по проблеме распространения оптических волн в земной атмосфере, включая рассеяние и рефракцию лазерного и солнечного излучения.
Создал теорию оптических измерений в рассеивающих средах и теорию оптической рефракции в земной атмосфере с учётом её реальной стратификации; исследовал оптические эффекты при переносе лазерного излучения и оптического изображения в рассеивающих средах; проанализировал статистический материал по оптическим свойствам атмосферных дымок в различных климатогеографических районах.
Решил проблему энергетического ослабления оптического излучения в рассеивающей атмосфере на малых и средних расстояниях (в приближении однократного рассеяния).
Совместно с академиком В. Е. Зуевым обнаружил эффект сохранения яркостного контраста лазерных пучков на больших расстояниях (используется при создании лазерных навигационных устройств). Изучил фундаментальные свойства и разработал инженерные методики расчета атмосферных оптических помех.
В результате исследований атмосферной радиации и аэрозоля в различных климатических условиях выделил оптические модели тропосферного аэрозоля.
Разработал межведомственную программу комплексного мониторинга атмосферы с использованием дистанционных и контактных методов наблюдений.
Соавтор более 300 работ, в том числе 13 монографий, 4 учебных пособий, принял участие как соавтор в создании 16 изобретений..
Под его руководством защищено более 20 кандидатских диссертации.

## Общественная деятельность
Принимал участие в работе многих международных, всесоюзных, республиканских и региональных научных конференций, совещаний, симпозиумов и семинаров.
Председатель оргкомитета I и II Международных симпозиумов «Контроль и реабилитация окружающей среды» (Томск, 1998, 2000), I—IV Сибирских совещаний по климато-экологическому мониторингу (Томск, 1995, 1997, 1999, 2001); сопредседатель, член оргкомитета I—VIII симпозиумов по оптике атмосферы и океана (Томск, Новосибирск, Иркутск).
Член КПСС (1968—1991). Избирался членом партбюро СФТИ, членом парткома Томского филиала СО АН СССР. Депутат Кировского районного совета народных депутатов (80-е годы), член Кировского райисполкома (80-е годы).

### Участие в научных организациях
- член Президиума Томского научного центра СО РАН[1]
- президент Томского технопаркового центра — стратегического партнера Агентства США по международному развитию (USAID)[1]
- председатель Научно-технического совета по программе «Климатоэкологический мониторинг Сибири» в рамках программы «Сибирь»[1]
- руководитель-организатор Международного центра по эколого-метеорологическому приборостроению[1]
- Член совета СО РАН по экологической безопасности и чрезвычайным ситуациям, научного совета РАН по распространению радиоволн[4]
- член комиссии по радиации при национальном Геофизическом комитете РАН[4]
- Действительный член Метрологической академии РФ (1997)
- Приглашенный член Американского физического общества (1992)
- являлся председателем совместной комиссии по радиации при Межведомственном геофизическом комитете АН СССР[4]
- член совета СО РАН по экологической безопасности и чрезвычайным ситуациям, научного совета РАН по распространению радиоволн[4]
- член комиссии по радиации при национальном Геофизическом комитете РАН[4]
- член редколлегий журнала «Известия вузов. Физика» и журнала «Оптика атмосферы и океана»[4]

## Семья[4]
- Отец — Всеволод Михайлович (1911—1942) работал по распределению агрономом в Узбекистане.
- Мать — Ксения Матвеевна (в девичестве Волкова, 1917—2000), родом из крестьян Казанской губернии.
- Жена — Валентина Матвеевна (в девичестве Чичерина, 1936—2019), научный сотрудник ТГУ.
- Сыновья — Дмитрий (род. 1960), Андрей (род. 1962), научные сотрудники ИОА СО РАН; Михаил (род. 1975), научный сотрудник ИОМ СО РАН.

## Избранные труды[4]
- Кабанов М. В., Зуев В. Е. Перенос оптических сигналов в земной атмосфере (в условиях помех). М., 1977
- Кабанов М. В., Зуев В. Е. Оптика атмосферного аэрозоля. Л., 1987
- Атмосферные оптические помехи. Томск, 1991
- Региональный мониторинг атмосферы. 
  - Ч. 1: Научно-методические основы / Под ред. В. Е. Зуева. Томск, 1997;
  - Ч. 2: Новые приборы и методики измерений / Под ред. М. В. Кабанова. Томск, 1997 (в соавт.);
  - Ч. 3: Уникальные измерительные комплексы / Под ред. М. В. Кабанова. Новосибирск, 1998 (в соавт.);
  - Ч. 4: Природно-климатические изменения / Под ред. М. В. Кабанова. Томск, 2000 (в соавт.); Ч. 5: Электромагнитный фон Сибири / Под ред. М. В. Кабанова. Томск, 2001 (в соавт.).